# Rużar Briffa
Rużar Briffa (Malta 1906 - 1963) fue un poeta y dermatólogo, y una figura preponderante de la Literatura De Malta. Es conocido como el poeta de lo pequeño y sencillo. 
En 1924 comenzó sus estudios de medicina en la Universidad de Malta. Recibió la Beca de Viaje Strachan, que utilizó para completar parte de su estudio en el Instituto de Dermatología de Londres. Se licenció como médico en 1931 y procedió a especializarse en dermatología, especialmente en enfermedades de la piel, en particular de la lepra. In 1931, junto a su amigo Ġużè Bonnici fundó la Universidad Għaqda tal-Malti, lo mismo que la revista Leħen il-Malti (Voz de los malteses).
En 1938, fue nombrado Oficial de Control de la Lepra en Malta y adquirió experiencia de primera mano en el tratamiento de la lepra al estudiar en la Escuela de Medicina Tropical de Calcuta y visitar varias leprosarias en la India.
En 1944, se convirtió en médico visitante en el Hospital de Leprosos St Bartholomew. Se mantuvo al día con los últimos avances en el tratamiento de la lepra y utilizó su conocimiento de protocolos de tratamiento nuevos e innovadores para mejorar la vida de los reclusos. Luchó contra el aislamiento forzoso de los leprosos en Malta, y esto llevó a la abolición del reglamento en 1953.
Briffa era conocido por su amabilidad y profunda empatía en el trato con los pacientes. Su experiencia con la lepra inspiró su poesía; sus poemas expresan a menudo su tristeza por el sufrimiento humano y su deseo de embellecer a los pacientes desfigurados que padecen la enfermedad. Una recopilación de su obra literaria fue editada y publicada en 198. Su esposa, Luisette Briffa, donó los artículos de su esposo a la Universidad de Malta en 1998. Una versión digitalizada de los artículos está disponible en CD-ROM en la biblioteca de la Universidad de Malta.
Murió el 22 de febrero de 1963. Su biografía fue escrita por el profesor Oliver Friggieri.
En la ciudad de Mosta hay una calle bautizada en su honor, Triq Rużar Briffa.